# Una scelta d'amore
Una scelta d'amore (Some Mother's Son) è un film del 1996 diretto da Terry George.
Il film è ispirato alla vicenda del secondo sciopero della fame avvenuto in Irlanda del Nord nel 1981, ed è stato presentato al Festival di Cannes 1996, in concorso nella sezione Un Certain Regard.

## Trama
Il detenuto dell'Irish Republican Army Bobby Sands guida una protesta contro il trattamento dei membri arrestati dell'IRA, sostenendo che essi dovrebbero essere considerati come prigionieri di guerra e non dovrebbero indossare divise inglesi. Le madri di due altri detenuti con l'accusa di terrorismo - giovani amici che condividono la stessa cella - cercano di sostenere come possono i rispettivi figli. Quando i ragazzi iniziano uno sciopero della fame e vengono ricoverati in gravi condizioni, le due donne devono decidere se rispettare la volontà dei loro figli o firmare senza il loro consenso per "ritirarli" dallo sciopero. 

## Personaggi
- Kathleen Quigley: vedova con tre figli, è insegnante in una scuola femminile gestita da suore; disapprova i metodi violenti dell'IRA.
- Annie Higgins: è una casalinga e vive in una fattoria; disprezza apertamente il governo britannico; è rude ma di buon cuore.